# Bohdan Biłynski
Bohdan Biłynski (ur. 1899, zm. po 1935) – ukraiński polityk i działacz spółdzielczy, poseł na Sejm III kadencji.

## Życiorys
Po ukończeniu studiów rolniczych od 1928 pracował na stanowisku agronoma w Borszczowie. Był działaczem Ukraińskiej Partii Radykalnej w Horodence oraz ukraińskiej spółdzielczości.
Poseł III kadencji 1930–1935 (ślubowanie 16 października 1931), wszedł do Sejmu jako zastępca posła z listy nr 11, okręg wyborczy nr 53 (Stanisławów), na miejsce Michajła Hałuszczynskiego, który zmarł 25 września 1931.
Członek Klubu Ukraińskich Socjalistów-Radykałów. W 1928-30 zastępca posła z listy nr 22 w okręgu wyborczym nr 54 (Tarnopol). 